# Vorderer Lahngangsee
Vorderer Lahngangsee är en sjö i Österrike.   Den ligger i förbundslandet Steiermark, i den centrala delen av landet, 190 km väster om huvudstaden Wien. Vorderer Lahngangsee ligger 1 494 meter över havet.
Trakten runt Vorderer Lahngangsee består i huvudsak av gräsmarker. Runt Vorderer Lahngangsee är det ganska glesbefolkat, med 25 invånare per kvadratkilometer.